# Sandrine Benz
Sandrine Benz (* 21. August 1984 in Steinach) ist eine Schweizer Duathletin und Triathletin.

## Werdegang
Im Juni 2014 wurde die damals 30-Jährige in Kitzbühel Triathlon-Europameisterin bei den Amateuren.
Die Sportlehrerin Sandrine Benz wurde im August 2014 Triathlon-Weltmeisterin der Altersklasse 30-34 auf der Sprintdistanz und im September 2015 wurde sie nach einer Verletzungspause auch Weltmeisterin auf der Kurzdistanz.
2016 belegte sie den dritten Rang bei der Schweizermeisterschaft auf der olympischen Distanz (1,5 km Schwimmen, 40 km Radfahren und 10 km Laufen).
Im September 2017 wurde sie in Rotterdam Dritte bei der Weltmeisterschaft auf der Triathlon-Sprintdistanz.
Im Oktober wurde sie beim Marathon der 3 Länder am Bodensee Zweite im Viertelmarathon. Im Mai 2018 gab sie über soziale Medien bekannt, dass sie gesundheitsbedingt pausieren müsse.
Im März 2020 belegte die 35-Jährige in Spanien als beste Schweizerin den 18. Rang bei der Duathlon-Europameisterschaft.

## Sportliche Erfolge
| Datum/Jahr    | Rang | Wettbewerb                                                  | Austragungsort | Zeit     | Bemerkung |
| ------------- | ---- | ----------------------------------------------------------- | -------------- | -------- | --- |
| 16. Sep. 2017 | 3    | ITU World Championship 2017 W30-34 Sprint                   | Rotterdam      | 01:10:57 | im letzten Rennen der Rennserie („Grand Final“) auf der Sprintdistanz                                          |
| 3. Sep. 2017  | 1    | TriStar55.5 Rorschach                                       | Rorschach      |          | |
| 19. Sep. 2015 | 1    | ITU World Championship 2015 W30-34                          | Chicago        | 02:10:56 | Weltmeisterin der Altersklasse 30-34                                                                           |
| Apr. 2015     | 2    | Triathlon de Portocolom                                     | Portocolom     |          | |
| 18. Okt. 2014 | 2    | ETU Middle Distance Triathlon European Championships W30-34 | Peguera        | 05:09:58 | Vizeeuropameisterin auf der Mitteldistanz im Rahmen der Challenge Paguera-Mallorca – in der Altersklasse 30-34 |
| 31. Aug. 2014 | 1    | ITU World Championship 2014 W30-34 Sprint                   | Edmonton       | 01:10:34 | Weltmeisterin AG 30-34 beim „Grand Final“ der Rennserie 2014                                                   |
| Apr. 2014     | 1    | Triathlon de Portocolom                                     | Portocolom     |          | auf der Kurzdistanz (500 m Schwimmen, 50 km Radfahren und 5 km Laufen)                                         |

| Datum/Jahr   | Rang | Wettbewerb                          | Austragungsort | Zeit     | Bemerkung                                                                     |
| ------------ | ---- | ----------------------------------- | -------------- | -------- | ----------------------------------------------------------------------------- |
| 7. März 2020 | 18   | ETU Duathlon European Championships | Punta Umbría   | 01:03:34 | Europameisterschaft Duathlon (5 km Laufen, 20 km Radfahren und 2,5 km Laufen) |

| Datum/Jahr   | Rang | Wettbewerb                        | Austragungsort | Zeit  | Bemerkung                                         |
| ------------ | ---- | --------------------------------- | -------------- | ----- | ------------------------------------------------- |
| 8. Okt. 2017 | 2    | Marathon der 3 Länder am Bodensee | Bregenz        | 41:25 | Zweite im Viertelmarathon, hinter Julia Galuschka |

(DNF – Did Not Finish)

## Auszeichnungen
- St. Galler Amateur-Sportlerin des Jahres 2014[6]